# Ансибл
Анси́бл (англ. ansible, также транслитерируется как анзи́бль) — вымышленное устройство, упоминаемое в произведениях американской писательницы-фантаста Урсулы Ле Гуин.
Ансибл представляет собой аппарат мгновенной связи между объектами, находящимися на астрономических расстояниях друг от друга.
Жизнь гениального учёного, создавшего теорию, позволившую построить ансибл, описана в романе «Обделённые».
Использование ансибла является важным сюжетным моментом в романах «Планета Роканнона» и «Слово для леса и мира одно». Все корабли IV столетия по календарю Союза всех планет, в том числе беспилотные сверхсветовые корабли-бомбардировщики, оборудованы ансиблами. Передача сообщения возможна в специально установленную точку, настраиваемую на шкале в системе галактических координат. В дальнейших произведениях, в частности, «Левая рука Тьмы», писательница продолжает использовать этот аппарат.
Также этот аппарат упоминался в научно-фантастических романах Орсона Скотта Карда. В частности, в романе «Игра Эндера» главный герой, Эндрю (Эндер) Виггин, отдавал команды космическому флоту с помощью ансибла. Присутствует также в видеоигре Axiom Verge 2, где доктор Хаммонд создала ансимбль. 

## Влияние
- Ansible — англоязычный фэнзин по творчеству Ле Гуин.
- Ansible (программа) — система управления конфигурациями и удалённого выполнения операций с открытым исходным кодом.